# Cantone di Villers-Bocage (Somme)
Il Cantone di Villers-Bocage era una divisione amministrativa dell'arrondissement di Amiens.
È stato soppresso a seguito della riforma complessiva dei cantoni del 2014, che è entrata in vigore con le elezioni dipartimentali del 2015.
Comprendeva i comuni di:
- Bavelincourt
- Beaucourt-sur-l'Hallue
- Béhencourt
- Bertangles
- Cardonnette
- Coisy
- Contay
- Flesselles
- Fréchencourt
- Mirvaux
- Molliens-au-Bois
- Montigny-sur-l'Hallue
- Montonvillers
- Pierregot
- Pont-Noyelles
- Querrieu
- Rainneville
- Rubempré
- Saint-Vaast-en-Chaussée
- Saint-Gratien
- Talmas
- Vadencourt
- Vaux-en-Amiénois
- Villers-Bocage